# 森川暁水
森川 暁水（もりかわ ぎょうすい、1901年（明治34年）9月27日 - 1976年（昭和51年）6月15日）は、大正時代から昭和時代後期にかけての俳人。本名は森川正雄。
「ホトトギス」には珍しい、貧のなかに哀歓を籠めた作風で、高浜虚子より「昭和の一茶」（『黴』序文）と評された。いわゆる境涯俳句に先だつ作家だった。

## 略歴
大阪市西区裏新町の生れ。尋常小学校卒業と同時に表具店に徒弟奉公し、のち独立自営する。戦争末期には古書店を経営していた。1919年（大正8年）頃より作句し、山本梅史に師事して「泉」の編集に携わり同誌終刊まで尽力する。また高浜虚子にも師事し、1932年（昭和7年）「ホトトギス」同人となる。他に「山茶花」選者も務め、「火林」・「すずしろ」・「風土」・「雲海」などを主宰したことがある。句集に『黴』（1937年（昭和12年）黴刊行会）、『淀』（1940年（昭和15年）三省堂）、『澪』（澪刊行会）、『砌』（1970年（昭和45年）大阪冬筍会）などがある。墓所は大東市三箇墓地。戒名は「石切院澪月暁水居士」。

## 評価
中田剛は「その句は市井人の感情を汲んで世評高いが、むしろ「息しづかに葱汁吸うて生きてあり」（『黴』）、「餅厚く切つて遠のく死ありけり」（『砌』）の孤絶に本質を見る。」とする。
松崎豊に「悼 森川暁水--境涯の作家森川暁水」（「俳句」1976年9月号p216、角川書店）がある。
『増補現代俳句大系』第2巻（角川書店）1981年に『黴』が収録されている。
- 師は暁水とは羨まし暁水忌 飯島晴子
- 暁水の弟子といふ人夜濯す 田中裕明（『夜の客人』）

## 作品
- 日向水かぶりて其日暮しかな
- 貸ぶとん引つぱりあうて寝たりけり
- どぶろくにゑうて身を投ぐ大地あり
- 息しづかに葱汁吸うて生きてあり
- 餅厚く切つて遠のく死ありけり
- はかり炭買ひゐるところ見られけり
- われのみに見ゆ昼星や極暑来
- 悪ろき世のむきみの田螺黒かりき
- 一晩にかほのかはりぬ暑気中り
- 貧乏のもらひぐすりや水中り
- 飢びとに麦いらいらと黄なりけり
- 苦潮にうつそみ濡れて泳ぐなり
- 月のものありてあはれや風邪の妻
- 煮凝や親の代よりふしあはせ
- 秋江に沿ひゆき蔵書売らんとす
- 笑うてはをられずなりぬ梅雨の漏
- 地のあてに山わだかまり凍死せる
- 年玉のかざしの鶴の挿せば舞ふ
- 膝もとにいとどの跳ねる夜食かな
- 唄はねば夜なべさびしや菜種梅雨
- 夜なべしにとんとんあがる二階かな
- まうからぬ夜なべ細工やちちろ虫
- 夜濯にありあふものをまとひけり